# حفرية إس كيه 847

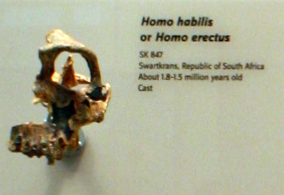

إس كيه 847 "SK 847" هي التسمية الرمزية لمستحاثة بشرية لعظم قحف يعود لجنس الإنسان الماهر Homo habilis، تمَّ اكتشاف هذه العينة في جنوب إفريقيا ويُقدَّر عمرها بحوالي 1.5 – 1.8 مليون سنة، تشترك هذه العينة بالصفات المورفولوجيَّة مع الإنسان الإفريقي المنتصب المُبكِّر Homo ergaster.
هناك جدل واسع النطاق حول هذه الحفرية كونها جمجمة مركبة من ثلاث قطع عظمية منفصلة، حتى أنَّ بعض الباحثين قالوا بأنَّ هذه الجمجمة المركبة تعود لخمسة هياكل بشريَّة مختلفة وربما يكونون مختلفين زمنيَّاً أيضاً.

## الاكتشاف
اكتُشفت حفرية إس كيه 847 في 23 يوليو 1969 في سوارتكرانس في جمهورية جنوب إفريقيا على يد رونالد كلارك، واليذي يُنسب إليه أيضاً اكتشف الحفرية المعروفة باسم "القدم الصغيرة"، تتألف عينة إس كيه 847 من ثلاث قطع منفصلة هي فك علوي وعظم صدغي وشظايا من العظم الوجهي، مع الإشارة إلى أنَّ الفك العلوي تمَّ اكتشافه من قبل روبرت بروم عام 1948 أي قبل اكتشاف الجزئين الآخرين بعقدين من الزمن تقريباً، ولا يزال تحديد جنس هذه العينة متعذراً حتى الآن، تقدِّم هذه الحفرية دليلاً هاماً على الاستخدامات المُبكرة المُتحكم بها للنار من قبل البشر الأوائل.

## التصنيف
في البداية كانت حفرية إس كيه 847 تُعزى للأنواع الأولى من أشباه الإنسان Australopithecus robustus، ولكنَّها مؤخراً صُنفت ضمن جنس البشر، ومع ذلك فهناك الكثير من الجدل حول هذه العينة بسبب العديد من أوجه التشابه الشكلي مع الإنسان الإفريقي المنتصب، من جهة أخرى فلهذه العينة خصائص مشتركة مع جنس الإنسان الماهر المعروف بأنه ظهر في شرق وجنوب إفريقيا، وفي نهاية المطاف يجب الاعتراف بأنَّ حفرية إس كيه 847 مثلها مثل حفرية إس تي دبل يو 53 لها خصائص لا تتوافق مع أي نوع من الأنواع المعروفة للبشر.

### الأدلة التي تشير إلى أنَّ حفرية إس كيه 847 تنتمي لجنس البشر
دفعت ملامح وجه هذه العينة وصفاتها التشريحية علماء الأنثروبولوجيا للاعتقاد بأنَّ حفرية إس كيه 847 لا تنتمي للأجناس ما قبل البشرية مثل Australopithecus robustus، فهي تتميَّز بوجهٍ قصير وضيق نسبياً، وحافة حاجبية ظاهرة، وحافة عظميَّة سميكة فوق الحجاج، وعظام جمجمة منحنية ودقيقة، وعظام أنفية مستديرة إلى الأمام، وثلم عضلي واضح، وتضيق معتدل في الجمجمة خلف العين، وهذه الميزات كلها تتناقض مع تلك الموجودة في أشباه البشر الاوائل، بالإضافة لاختلاف هام يتمثَّل بعظم الحنك القصير والمفصل الصدغي الفكي الصغير الذي يتلائم مع الفك السفلي الصغير والقصير عند البشر وليس مع الفك السفلي الضخم الموجود عند أشباه البشر.

### دلائل تشير لنوع بشري جديد
قدَّمت دارين كورنو عدة حجج تقترح أنَّ حفريَّة إس كيه 847 إلى جانب العديد من الحفريات الأخرى التي عُثر عليها في جنوب إفريقيا تقدِّم أدلة على نوع جديد من الجنس البشري أطلقت عليه اسم Homo gautengensis، ويُعتقد أنَّه أقدم أنواع الجنس البشري على الإطلاق.

### دلائل تشير إلى أن حفرية إس كيه 847 تنتمي لأشباه البشر
رفض بعض علماء الحفريات القديمة تصنيف حفرية إس كيه 847 على أنَّها تنتمي للجنس البشري، بسبب فرضيَّة الأنواع الفردية التي تقترح أنَّه لا يمكن لنوعين من الجنس البشري أن يحتلوا نفس الموقع في نفس الوقت ، وبالتالي فكل البشر في سواركرانس في جنوب إفريقيا يفترض أن يكونوا من نفس النوع، وعينة وعينة إس كيه 847 ما هي إلا مجرد فرد من أشباه البشر Australopithecus robustus، ولكنَّ الكثير من الاعتراضات وُجِّهت لهذا الرأي أهمها أنَّ فرضيَّة الأنواع الفردية غير صحيحة ولم تعد مقبولة من قبل علماء الأنثروبولوجيا حالياً.